# アライン・デ・アルマス
アライン・ジュニア・デ・アルマス・ベリオ（Alain Junior De Armas Berrio、2001年3月4日 - ）は、キューバ出身の日本の男子バレーボール選手である。

## 来歴
キューバ・ハバナ出身。10歳のときに父や学校の先生に勧められてバレーボールを始める。
2014-16年、キューバのジュニア全国選手権でチームの3連覇に貢献。また、キューバU-16にも選出された。しかし、代表メンバーの中で身長が一番低く、レギュラーをつかむのが困難であり、身長が低くてもチャンスがある日本への留学を決断する。
2017年、宮崎県の都城東高等学校に進学。元日本代表の泉水智、元キューバ代表のマウリセ・トラルバからの指導を受け、2019年、創部3年目にしてインターハイ出場に導く。
2020年、高校卒業後にサントリーサンバーズに入団。しかし、ドミトリー・ムセルスキーが外国人枠として登録されるため、外国籍選手の登録に関する規程により、2020-21シーズンの入団1年目はV.LEAGUEに出場できなかった。その中でも、帰化を目指しながら、次シーズンに向けて練習に励んだ。
2021-22シーズンは、20歳になり、サントリー所属1年となったため、サントリーのB登録外国籍選手としてV.LEAGUEに登録された。当シーズンはムセルスキーが2021年末まで試合出場不可となり、代わりに2021年末までの契約をしたバロッティ・アルパッドもコンディション不良により控えに回ったため、ムセルスキーが復帰するまで本来のアウトサイドヒッターではなくオポジットとして試合に出場した。
2022年7月、世界選手権を控えた日本代表の壮行試合（紅白戦）に練習生として出場メンバーに加わった。
2023年、第71回黒鷲旗大会でベスト6を受賞した。その後のアジアクラブ選手権にも出場し、サントリーの優勝に貢献。自身もベストアウトサイドスパイカー賞を受賞した。
2024年2月1日、日本国籍を取得した。同年3月に日本代表メンバーに選出された。しかし同年4月、FIVBの定める登録資格（FIVB Sports Regulations条項5）を有していないことを理由に、メンバーから外された。

## 所属チーム
- 都城東高等学校（2017-2020年）
- サントリーサンバーズ/サントリーサンバーズ大阪（2020年-）

## 受賞歴
- 2023年 - 第71回黒鷲旗全日本選抜大会 ベスト6
- 2023年 - アジアクラブ選手権 ベストアウトサイドスパイカー
- 2024年 - 2023-24 V.LEAGUE DIVISION1 MEN ベスト6
- 2025年 - 2024-25 SV.LEAGUE MEN 最優秀フェアプレー